# Швейцарія в роки світових війн
Швейцарія під час як Першої, так і Другої світової війни займала позицію збройного нейтралітету, що вимагало від країни особливої напруги внутрішніх сил і проведення великої дипломатичної роботи.

## Нейтралітет Швейцарії в Першій світовій війні
З моменту початку війни в серпні 1914 року у Швейцарії була проведена мобілізація, яка дозволила поставити під рушницю близько 250 000 чоловік в стройових і 200 000 чоловік у допоміжних частинах. Отже, швейцарці мали підставу вважати свої кордони прикритими практично протягом всієї війни і не побоюватися перенесення бойових дій на свою територію.
При цьому основним районом зосередження військ була межа з Францією, після вступу у війну в 1915 році Італії деякі війська були сконцентровані також і на італійському кордоні. Швейцарія з її 70% німецькомовним населення симпатизувала Центральним державам, і кордон з Німеччиною був прикритий військами в найменшій мірі.
Як тільки стало ясно, що ні Антанта, ні Центральні держави порушувати нейтралітет Швейцарії не мають наміру, чисельність військ на кордоні стала поступово знижуватися, і до листопада 1916 року досягла 38 000 чоловік.
У той же час навіть така кількість відмобілізованих створювала певну напругу в економіці і соціальній сфері. Військовослужбовці втрачали платню, яку вони отримували на колишніх робочих місцях, що призводило до зростання невдоволення населення. Через страйки до кінця війни швейцарська армія знизила кількість призваних до своїх лав до 12 500 осіб.
У ході війни найбільше інцидентів з перетинами кордону Швейцарії воюючими сторонами (близько 1000 разів) прийшлись на район перевалу Пассо Стельвіо (італ. Passo dello Stelvio; нім. Stilfser Joch) в Східних Альпах, де відбувалися зіткнення між італійськими та австрійськими військами. Однак, з часом вдалося все-таки укласти тристоронню угоду не вести бойових дій в безпосередній близькості до швейцарської території.

## Між світовими війнами

### Духовна національна оборона
У післявоєнні роки, особливо починаючи з середини 1930-х, відбувалося поступова зміна акцентів Швейцарії щодо своєї безпеки від зовнішньої загрози.
Великою мірою це пояснювалося появою і розвитком фашизму і націонал-соціалізму в сусідніх Італії та Німеччині.
Втім, спочатку ці нові політичні рухи ще викликали симпатії у деякої частини швейцарців: в 1932 році Вільгельм Густлофф організував в Давосі швейцарське відділення НСДАП, члени швейцарського уряду Філіп Еттер (католицька консервативна партія) і Марсель Пілі Голаз (радикальна партія) відкрито проявляли прихильність до націоналістичних ідей, і навіть командувач швейцарської армії генерал Анрі Гізан висловив в 1934 році своє захоплення італійським диктатором Муссоліні, який «знав, як об'єднати всі сили нації».
Багато високопоставлених військових перебували також в пронацистських організаціях Schweizerischer Vaterländischer Verband (SVV), Eidgenössische Sammlung та інших (надалі всі вони були заборонені).
Вже під час війни близько 2200 швейцарських громадян служили добровольцями в вермахті і СС.
Однак з часом прояви тоталітаризму, переслідування євреїв і відверто експансіоністська зовнішня політика сусідів відштовхнули від себе симпатії швейцарців, які мають багатовікову демократію і федералістську державу.
Більш того, недовірливих до Frontists (співчуваючим нацистам) ставало навіть більше, ніж до комуністів і взагалі до «лівих»: частка голосів, відданих соціал-демократичній партії на парламентських виборах, зростала з 25,9 % в 1939 до 28,6 % в 1943 роках.
Після аншлюсу саме газети Швейцарії стали єдиною німецькомовною трибуною для громадської критики нацистської ідеології, а засноване в 1931 році в Швейцарії Національне Громадське радіо своїми передачами являло певну противагу пропаганді Геббельса.
Наприкінці 1930-х років не тільки емігранти і швейцарські інтелектуали, а й більшість населення Швейцарії були критично налаштовані стосовно нацистської Німеччини. Крім усього, це також спричинило за собою підвищення загального інтересу до національних цінностей Швейцарії, а також до готовності їх захищати від будь-яких зазіхань ззовні.
Для позначення цього громадського руху в Швейцарії був прийнятий термін духовна національна оборона.
Духовна оборона включала в себе приблизно 40 різних громадських асоціацій. Їхня діяльність була спрямована на популяризацію в суспільстві традиційних цінностей Швейцарії і її державного устрою (федералізм, рівноправність, толерантність, багатопартійність), а також багатства її культури.

### Плани іноземних держав щодо Швейцарії
Після нападу Німеччини на Польщу в Західній Європі почалася «дивна війна»: вже 3 вересня 1939 року Англія і Франція оголосили війну Німеччині, але активних бойових дій між супротивними сторонами не проводилося.
Однак, розробляючи плани ведення війни на 1940 рік, головнокомандувач збройними силами Франції генерал Гамелен виходив з припущення, що Німеччина могла завдати удару по англо-французьким військам на півночі або на півдні, діючи через Бельгію чи Швейцарію.
З огляду на це, французьке командування пропонувало ввести франко-англійські війська до Бельгії і Швейцарії, включити бельгійську і швейцарську армії до складу союзних сил і створити міцну оборону на віддалених від французького кордону рубежах.

З іншого боку, вже після капітуляції Франції вермахт розробив свій план вторгнення до Швейцарії. З ряду причин терміни початку цієї операції кілька разів переносилися, і врешті-решт вторгнення так і не відбулося, хоча в усній традиції зберігся вислів, який нібито існував серед німецьких солдатів: 

Ми візьмемо Швейцарію, цього маленького їжатця, дорогою додому!
Оригінальний текст (нім.)
Die Schweiz, das kleine Stachelschwein, nehmen wir auf dem Ruckweg ein!

Оцінюючи стан сил противника в той період, швейцарський генерал Ойген Бірхер писав, що німцям для того, щоб дійти до Берна, цілком вистачило б одного танкового полку.

## Початок війни. Озброєний нейтралітет

### Мобілізація збройних сил Швейцарії
Армія Швейцарії мала міліційну систему комплектування: практично все доросле чоловіче населення країни регулярно закликалося на короткострокові військові збори, а в разі війни могло бути протягом двох діб повністю відмобілізувати.
Така швидкість була обумовлена як невеликими розмірами країни (від 150 км до 300 км), так і правилом, за яким легке стрілецьке озброєння зберігалося не в арсеналах, а у швейцарців вдома.
2 вересня 1939 року в країні почалося проведення мобілізації, і вже 4 вересня чисельність збройних сил була доведена до 430 000 чоловік.
У початковому періоді Другої світової війни Швейцарія володіла наступними збройними силами:
- Сухопутні війська в складі трьох армійських корпусів (надалі — п'яти корпусів), однієї окремої дивізії і декількох окремих підрозділів. З цих сил три піхотні бригади мали додатково по одній танковій роті в складі 8 легких танків LTH чехословацького виробництва. Крім цих 24 танків, на озброєнні були 4 британські танки Light Tank Model +1934 і 2 французькі FT-17. У роки війни у Швейцарії намагалися організувати виробництво бронетехніки власними силами, але дві створені САУ, NK I і NK II, не вийшли за стадію прототипів[7].
- Військово-повітряні сили в складі трьох авіаполків, що мають на озброєнні закуплені в Німеччині винищувачі Bf.109 D (10 примірників), Bf.109 E (80 примірників), а також вироблялися в Швейцарії за ліцензією французькі Morane-Saulnier MS.406 (84 літака). Крім того, в якості винищувачів-бомбардувальників могли бути використані застарілі французькі Dewoitine D.27 (88 штук) і EKW C-35 (80 штук) власної розробки[8].
- Війська протиповітряної оборони в складі 8 батальйонів, що мали на озброєнні 20-мм автомати (36 одиниць) і 75-мм зенітні гармати (8 одиниць). В останні дні листопада 1939 року ця кількість збільшилася до 131 автомата і 23 зенітних гармат[9].

З огляду на досвід мобілізації часів Першої світової війни, що призвела до за собою певне соціальне напруження, уряд країни ухвалив рішення виплачувати компенсацію всім покликаним військовослужбовцям в розмірі 80% від попереднього заробітку.

### Бойові зіткнення в повітрі в 1940 році.План «Танненбаум»
До середини 1940 обстановка на кордоні була порівняно спокійна. Однак 10 травня 1940 року почалося вторгнення вермахту до Франції, і різко зросла кількість порушень повітряного кордону Швейцарії французькими і німецькими літаками. До того ж, якщо до травня 1940 року швейцарські винищувачі не зустрічали опору, випроваджуючи порушників зі своєї території або примушуючи їх до посадки, то з початком активних бойових дій на землі німецькі льотчики стали вести себе більш агресивно в повітрі.
4 червня 1940 року швейцарські ВПС збивають два німецькі Bf.110. В цей же день самотній He.111 виманює 12 швейцарських винищувачів на територію Франції, де вони потрапляють під удар 28 німецьких винищувачів Bf.110 C з II. / ZG1. Однак швейцарці в бою, що зав'язався, втративши один свій літак, зуміли підбити два винищувачі і бомбардувальник противника, після чого повернулися в свій повітряний простір.
5 червня 1940 року німецький уряд передає Швейцарії ноту протесту щодо даного інциденту, а 8 червня 1940 року в якості відповіді був організований наліт групи бомбардувальників He-111 Н (KG1) при супроводі вже 32 Bf.110 C (з II. / ZG76) на швейцарську територію. Після атаки на патрульний C-35 швейцарці підіймають в повітря 12 Bf.109 E, і, втративши один літак, збивають три винищувачі люфтваффе.
Після цього в бесіді з журналістами Гітлер висловлює особисту стурбованість даними льотними пригодами. Особливо засмутило фюрера те, що німецькі літаки знищувалися технікою, побудованою в Німеччині.
16 червня 1940 року 10 німецьких диверсантів безуспішно намагаються провести акцію на одному зі швейцарських аеродромів.
17 червня 1940 року Франція припиняє опір, і в цей же день підрозділи 29-ї піхотної дивізії вермахту виходять на швейцарський кордон в районі Ду (Doubs). Швейцарські льотчики отримують наказ не атакувати порушників, якщо вони йдуть менш, ніж трьома літаками.

Однак 19 червня Швейцарія отримує другу дипломатичну ноту щодо сутичок, що сталися, в якій міститься вже відкрита загроза: 
 Уряд Рейху не має наміру більше витрачати слова, але буде захищати німецькі інтереси іншими способами, якщо подібні події відбудуться в майбутньому. 
 Після цього Головнокомандувач Збройними силами Швейцарії видає наказ, який забороняє перехоплення будь-яких літаків над територією Швейцарії, і в той же день: Оперативний наказ № 10, який передбачає розгортання швейцарських військ для відбиття можливого нападу з боку Німеччини і Італії.

З іншого боку, 26 липня 1940 року командуванням сухопутних сил Німеччини був прийнятий план операції «Танненбаум», згідно з яким 12-та армія генерал-фельдмаршала Вільгельма Ліста силами одного гірськострілкового і трьох піхотних корпусів повинна була здійснити захоплення Швейцарії протягом 2-3 днів: 
 У «день ікс», встановлений ОКХ, 12-та армія повинна перейти швейцарський кордон на широкому фронті, розгромити німецьким військам швейцарські сили, можливо швидше захопити столицю Берн і його індустріальний район, центр військової промисловості в районі Золотурна, Люцерн і індустріальний цюрихський район, а потім захопити інші райони сфери німецьких інтересів. 

### Національний Редут
Проти 10 швейцарських піхотних дивізій було зосереджено 2 гірськострілецькі, 6 танкових і моторизованих, 8 піхотних дивізій вермахту. Причому будь-який з танкових полків німців мав на своєму озброєнні танків мінімум утричі більше, ніж вся швейцарська армія. Виходячи зі співвідношення сил, було очевидно, що в класичній битві швейцарці не зможуть досить довго протистояти вермахту в разі нападу: Франція, що капітулювала тільки що, це підтверджувала.
У цих умовах командувач швейцарською армією генерал Анрі Гізан запропонував концепцію організації оборони, що отримала назву «Національний Редут», або просто Редут.
Відповідно до цієї концепції, завданням збройних сил Швейцарії була не оборона кордонів країни, а створення ситуації, за якої окупація Швейцарії видавалася би для противника дуже дорогою і навіть позбавленою сенсу справою.
З цією метою лінія оборони заздалегідь переносилася з рівнин в гори, де спішно будувалися численні фортифікаційні споруди, здатні протистояти піхоті і танкам противника. Гірські дороги і тунелі мінувалися і готувалися до вибухів. Командуванню і особовому складу всіх частин і підрозділів доводилося, що з моменту початку бойових дій вони повинні обороняти свої ділянки, більше незважаючи ні на які накази про припинення опору.
Таким чином, будь-який противник, який вдерся до країни, в результаті зіткнувся б із завданням встановлення контролю над великими гірськими районами з повністю зруйнованою інфраструктурою, де тримали б оборону численні напівпартизанські формування.
З іншого боку, в той же час швейцарський уряд демонстрував готовність прийти до розумного компромісу: угоди, що дає деякі переваги країнам Осі, що оточили з усіх боків Швейцарію, і в той же час не принижує суверенітет і нейтралітет Швейцарії.

### Компроміс
Попри наявну напруженість у відносинах, Швейцарія очевидно була корисніше для Німеччини в якості партнера, ніж в якості ворога.
З чотирьох альпійських гірських проходів, що були найкоротшими шляхами між Німеччиною і Італією, три (Готтард, Лечберг і Симплон) перебували на території Швейцарії і лише один (Бреннер) — на території приєднаної до Німеччини Австрії. Руйнування швейцарцями цих транспортних шляхів зробило б сполучення між головними членами «Осі» дорожчим і вразливішим.
Крім того, бойкотування нацистів більшістю розвинених країн світу позначалося на економіці Німеччини: зокрема, виникла складність в конвертації рейхсмарки як світової валюти.
Таким чином, з'явилися умови для угоди між Швейцарією і Німеччиною, яка і була укладена в серпні 1940 року. За цією угодою Швейцарія надавала режим найбільшого сприяння для транзиту німецьких вантажів (в тому числі і військових) через свою територію, взяла на себе зобов'язання продавати Німеччині золото та інші дорогоцінні метали за рейхсмарки, і, крім того, надавала Німеччині довгостроковий кредит в розмірі 150 000 000 швейцарських франків
Незабаром після укладення цієї угоди німецька 12-та армія була перенаправлена для участі в операціях в Норвегії, на Балканах, а також проти Радянського Союзу.

## Економіка Швейцарії під час війни
Промисловість Швейцарії традиційно залежала від експорту продукції машинобудування, годинників, хімічної продукції і фармацевтики. У той же час висока щільність населення, жорсткі умови для ведення сільського господарства (особливо в альпійському регіоні) спричиняли дефіцит сировини, продовольства і були причиною негативного торгового балансу. Втім, вжиті в ході першої третини XX століття зусилля з розвитку туризму, надання транспортних послуг та фінансових послуг (банківська справа і страхування) поступово збільшували їх частку в ВВП.
Однак під час Другої світової війни імпорт знизився з 30% національного продукту (середній показник наприкінці 1920-х років) до 9%, експорт з 25% до 9%. Доходи від туризму практично припинилися.
З огляду на тенденції, що намітилася брак продовольства через зниження імпорту, швейцарський парламент вже в квітні 1939 року схвалив резолюцію щодо збільшення сільськогосподарського виробництва. Посівні площі до кінця війни збільшилися майже втричі, і тим не менш 20% продовольства і майже вся сировина доводилося ввозити з-за кордону.
Одним з найважливіших торговельних партнерів Швейцарії перед початком війни була Німеччина. У період з 1939 по 1944 рік експорт товарів до Німеччини значно перевищив показники експорту в союзні країни — зокрема в США.
З 1939 по 1942 рік 45% усіх експортованих товарів було вивезено в Італію і Німеччину. Основну частину поставок становили стратегічне сировину, інструменти та знаряддя виробництва, технічне обладнання і продукти хімічної промисловості. Швейцарія не тільки експортувала товари до Німеччини, вона також імпортувала звідти вугілля, нафта, сировина, харчові продукти.
Залізницями Швейцарії перевозилися німецькі та італійські військові вантажі.
За умов розгрому країн Осі поставки до Німеччини знижувалися, а в 1944 році був заборонений транзит німецьких і італійських військових вантажів.

### Карткова система
Залежність від імпорту продовольства і зниження його обсягів в ході війни змусили швейцарський уряд ввести нормоване споживання основних видів продовольства і товарів народного споживання.
- З 30 жовтня 1939: цукор, макаронні вироби, бобові, рис, крупи, борошно, ячмінь і овес, харчові жири
- З 1 грудня 1940: текстиль, взуття, мило, мийні засоби
- З 31 травня 1941: кава, чай, какао
- З 31 серпня 1941: сир
- З 3 грудня 1941: яйця і продукти на основі яєць
- З 1 січня 1942: свіже молоко
- З березня 1942: м'ясо
- З 4 травня 1942: мед, варення, консервовані фрукти
- З червня 1943 року: шоколад

Карткова система проіснувала до 1948 року.
Її введення помітно вплинуло на звичайний раціон швейцарців і суб'єктивно сприймалося як поневіряння, пережиті в ході війни.

## Політика щодо біженців
У 1940 році на території Швейцарії були організовані перші табори для інтернованих французьких солдатів, а також поляків з числа підрозділів, які воювали в лавах французької армії. Надалі табори поповнювалися переважно за рахунок втікачів із німецьких концтаборів полонених солдатів антигітлерівської коаліції і італійців, які не побажали після падіння режиму Муссоліні співпрацювати з нацистами. Крім того, там же перебувало кілька англійських і американських льотчиків, чиї літаки були підбиті над Німеччиною і змогли дотягнути до швейцарської території.
Перша велика група радянських утікачів з'явилася у Швейцарії влітку 1944 року. На початку 1945 року сюди вдалося втекти майже 8 тисячам радянських військовополонених. А всього на момент капітуляції Німеччини в таборах для інтернованих перебувало 103 689 осіб, з яких приблизно 11 000 бійців Червоної Армії. При цьому поряд з радянськими військовополоненими в швейцарських таборах утримувалося і невелике число солдатів колабораціоністської Російської визвольної армії генерала Власова, що втекли з поля бою.
Наприкінці війни на території Швейцарії інтернували вже військовослужбовці іншого боку — Вермахту.
Характерно, що і до радянських військовополонених, і до власовців швейцарці ставилися набагато гірше, ніж до інтернованих італійців або англійців. Більш того, на відміну від інтернованих союзників, радянські військовополонені покинули швейцарські табори одними з останніх. Одним з факторів, що ускладнювали перебування інтернованих радянських громадян в Швейцарії, була відсутність дипломатичних відносин між двома країнами (в жорсткій формі розірвані СРСР в 1923 році після виправдання швейцарським судом вбивці радянського дипломата Воровського; відновлені тільки в 1946 році).
У той же час щодо цивільних біженців політика країни була більш жорсткою.
Вважається, що швейцарська імміграційна влада відмовила в перетині кордону від 20 000 до 25 000 єврейських біженців з Німеччини, а деякі цивільні особи, що контрабандно переправляли біженців на територію країни, зазнали судового переслідування (реабілітовані тільки після 1990 року).
8 березня 1995 року уряд Швейцарії офіційно вибачився за практику ненадання статусу біженців особам з Німеччини, які мали в своїх паспортах штамп «J», про що в 1938 році було укладено спеціальну угоду з нацистами.

## Діяльність іноземних розвідок на території Швейцарії
Швейцарія, що розташована в центрі Європи, як нейтральна країна, була зручним місцем для організації там легальних і нелегальних резидентур. Наприклад, військова розвідка РСЧА мала в країні цілих три незалежні мережі (з однією з яких співпрацював Шандор Радо ). Резидентури Разведупра РККА, які працювали в Швейцарії, проходили в гестапо у справі « Червона капела » і розглядалися німецької контррозвідкою як частина єдиної радянської розвідувальної мережі в Західній Європі.
У Берні вів розвідувальну діяльність співробітник Управління стратегічних служб (розвідувальний орган США) і майбутній директор ЦРУ Аллен Даллес.

## Співпраця з вермахтом: швейцарська медична місія
У військовому сенсі, попри декларовану політику нейтралітету, Швейцарська конфедерація обмежено співпрацювала з нацистською Німеччиною: за секретною угодою з вермахтом, Швейцарія відправила кілька медичних місій на німецько-радянський фронт. Метою лікарів було лікування німецьких поранених в госпіталях на окупованих територіях СРСР. Вже під час війни ця співпраця була ускладнене відомостями про військові злочини, свідками яких стали швейцарські лікарі.

## Інциденти з порушенням повітряного кордону Швейцарії після 1940 року[23]

### Бомбардування території Швейцарії літаками ВПС США
З 1943 року союзники розпочали планомірні масові бомбардування цілей на території Німеччини, що спричинило збільшення кількості заходів літаків супротивних сторін в повітряний простір Швейцарії.
Крім того, кілька разів літаки ВПС США бомбили швейцарські міста: 1 квітня 1944 року — Шаффхаузен на півночі країни, 25 грудня 1944 року — Тайнген, 22 лютого 1945 року зазнали бомбардування відразу 13 населених пунктів на території Швейцарії, 4 березня 1945 року — одночасно Базель і Цюрих.
Швейцарські льотчики знову отримали наказ примушувати до посадки поодинокі літаки-порушники і атакувати групові цілі. Внаслідок цього вже на початку березня 1944 року був збитий один американський бомбардувальник, а другий посаджений на швейцарський аеродром.
В ході переговорів, що почалися між сторонами американські представники пояснювали свої бомбардування поганими погодними умовами і навігаційними помилками пілотів. Швейцарія вимагала припинити бомбардування і компенсувати завдану шкоду. Уряд США принесло офіційні вибачення і ще до надання даних про збитки виплатило $ 1 000 000 в рахунок відшкодування збитку. У жовтні 1944 року до цієї суми були додані ще $ 3 000 000.
Американським льотчикам було заборонено бомбити цілі ближче, ніж за 50 миль від швейцарського кордону, якщо вони не можуть бути позитивно ідентифіковані.
Проте зі збільшенням масштабів бомбардувань Німеччини збільшувалася кількість інцидентів. І якщо швейцарські винищувачі нічого не могли зробити проти формацій, що перевищують 100 бомбардувальників, вони нападали на поодинокі літаки, іноді навіть не маючи для цього обґрунтувань.
Так, 13 квітня 1944 року швейцарський пілот обстріляв пошкоджений американський бомбардувальник, попри те, що його екіпаж при наближенні швейцарського винищувача випустив шасі — за міжнародними правилами це означало «іду на вказаний вами аеродром». Сім американських льотчиків загинуло.
З метою мінімізувати ризик подібних інцидентів, а також знизити напругу у відносинах між представниками союзників і швейцарцями, у вересні 1944 року командувачу швейцарської армії генералу А. Гізану надійшла пропозиція від Штаб-квартири Союзного експедиційного корпусу (SHAEF) направити в їх розташування швейцарських представників.
Після цього чотири швейцарських офіцера були відряджені в союзні війська.
21 жовтня 1949 державний департамент США і швейцарський уряд уклали договір про перерахування 62 176 433,06 швейцарських франків (еквівалент $ 14 392 692,82), на додаток до перерахованих раніше $ 4 мільйонам, як повну й остаточну компенсації за збитки, завдані громадянам і власності в Швейцарії усіма збройними силами Сполучених Штатів під час Другої світової війни.

### Знищення винищувача Люфтваффе з радіолокаційної установкою
28 квітня 1944 року командир ескадрильї 5. / NJG 5 Люфтваффе обер-лейтенант Вільгельм Йохн зі своїм екіпажем в повітряному бою збив два англійських бомбардувальника і в гонитві за третім перетнув кордон Швейцарії. Однак при цьому його літак — нічний винищувач Bf.110 G-4 номер C9 + EN (W.Nr.740055) — був пошкоджений вогнем у і здійснив посадку на авіабазі Дюбендорф (Цюрих).
Нічний винищувач був оснащений секретним радіолокатором «Ліхтенштейн SN-2» і гарматної установкою « неправильна музика » на борту. Крім того, в літаку перебувала папка з секретними документами.
Щоб перешкодити можливому доступу союзників до секретної апаратурі на борту літака німецьким командуванням було вирішено зробити диверсійний рейд на швейцарський аеродром.
Дізнавшись про підготовку операції, начальник зовнішньої розвідки бригадефюрер СС Вальтер Шелленберг вирішив терміново втрутитися, щоб уникнути непередбачуваних наслідків цього нападу. Скориставшись хорошими особистими контактами з керівником швейцарської розвідки бригадиром Массену, Шелленберг домігся взаємовигідної угоди: Німеччина погодилася продати Швейцарії 12 винищувачів Bf.109G-6 за 500 тисяч золотих швейцарських франків, а швейцарська сторона в присутності німецьких представників повинна була знищити літак і його обладнання.
18 травня 1944 року «Мессершмітт» Йохн був спалений. На наступний день в Швейцарію прибули обіцяні 12 винищувачів. Однак німці продали винищувачі зі зношеними двигунами, і в результаті в 1951 році Швейцарія виграла судову справу проти фірм «Даймлер» і «Мессершмітт», після чого ці фірми виплатили грошову компенсацію.
Є відомості як мінімум ще про двох оснащених локаторами Bf.110, інтернованих на території Швейцарії.

## Критика позиції Швейцарії під час Другої світової війни
Попри нейтралітет Швейцарії, в ході Другої світової війни її уряд регулярно зазнавав на собі тиск як з боку держав Осі, так і з боку союзників. Кожна із зацікавлених сторін прагнули використовувати положення країни в своїх інтересах і, в той же час, протидіяти інтересам противника. Причому зміна ситуації на фронтах відповідно впливала і на інтенсивність зовнішньополітичних впливів.
Наприклад, саме під тиском союзників Швейцарія в 1944 році заборонила транзит німецьких і італійських вантажів через свою територію.
Після перемоги Червоної Армії і союзних військ над Німеччиною ситуація в Швейцарії під час війни і її політика того періоду стали предметом критичного ставлення з боку переможців.
Суть претензій зводилася до того, що політика Швейцарії по суті сприяла продовженню війни, і що надані Швейцарією послуги, експорт та кредити нацистської Німеччини великою мірою не можуть бути обґрунтовані.
Швейцарії ставили в провину:
- Транзит німецьких і італійських військових вантажів
- Підозра в транзиті через свою територію поїздів з військовополоненими і особами, примусово викраденими на роботи[28]
- Продаж Німеччині золота в обмін на рейхсмарки
- Пайова участь швейцарських компаній в німецьких підприємствах, на яких використовувалася праця військовополонених
- Жорстку політику по відношенню до біженців

Згодом до цих претензіях додалися нові, безпосередньо пов'язані з принципом банківської таємниці:
- Зберігання нацистських активів в банках країни[29] За деякими оцінками, на кінець XX століття на рахунках у швейцарських банках знаходилося близько $ 4 млрд з числа коштів, розміщених там Німеччиною під час війни.
- Зберігання активів осіб, які загинули під час війни, і неповернення їх нащадкам (так зване «Єврейське золото»)[30] У серпні 1998 банки UBS і Credit Suisse погодилися виплатити $ 1,25 млрд як компенсацію жертвам геноциду та їх спадкоємцям в обмін на відмову від будь-яких претензій[31].

Разом з тим наприкінці XX — початку XXI століття і в самій Швейцарії намітилося переосмислення політики країни під час Другої світової війни, про що свідчить випуск факультативного підручника з історії під назвою «Озирнутися назад і поставити питання» (Hinschauen Und Nachfragen).

## Додаткові факти
- 14 березня 1941 року швейцарець Моріс Баво був гільйотинований в берлінській в'язниці Плетцензее за спробу замаху на Гітлера[33].